# Юаньцзян
Юаньцзя́н (кит. упр. 沅江, пиньинь Yuánjiāng) — городской уезд городского округа Иян провинции Хунань (КНР). 

## История
Во времена южной империи Лян из уезда Иян были выделены уезды Яошань (药山县) и Чунхуа (重华县). После объединения китайских земель в империю Суй они были в 589 году объединены в уезд Аньлэ (安乐县). В 598 году уезд Аньлэ был переименован в Юаньцзян (沅江县). Во времена империи Тан уезд был переименован в Цяоцзян (桥江县), но во времена империи Сун ему в 963 году вернули прежнее название.
После образования КНР в 1949 году был создан Специальный район Иян (益阳专区), и уезд вошёл в его состав. В ноябре 1952 года Специальный район Иян был расформирован, и уезд перешёл в состав Специального района Чандэ (常德专区). В декабре 1962 года Специальный район Иян был воссоздан, и уезд вернулся в его состав. В 1970 году Специальный район Иян был переименован в Округ Иян (益阳地区).
Постановлением Госсовета КНР от 11 октября 1988 года уезд Юаньцзян был преобразован в городской уезд.
Постановлением Госсовета КНР от 7 апреля 1994 года округ Иян был преобразован в городской округ.

## Административное деление
Городской уезд делится на 2 уличных комитета и 11 посёлков.

## Экономика
Важное значение имеет выращивание тростника и грибов, а также переработка молодых побегов тростника, из которых изготавливают конфеты, напитки и полезные снеки.